# Ewan Cameron
Ewan Cameron (* 31. Juli 1922 in Glasgow; † 21. März 1991) war ein schottischer Chirurg, der mit Linus Pauling inzwischen als widerlegt geltende Arbeiten zur möglichen krebstherapeutischen Wirkung von Vitamin C veröffentlichte.

## Leben
Ewan Cameron schloss sein Studium der Medizin und Chemie an der University of Glasgow 1944 mit dem akademischen Grad Bachelor of Medicine, Bachelor of Surgery (MB ChB) ab, der dem US-amerikanischen Doctor of Medicine (MD) entspricht. Anschließend leistete er einen dreijährigen Militärdienst in der damaligen britischen Kolonie Burma ab. Nach seinem Ausscheiden aus dem aktiven Wehrdienst gehörte er der British Army weitere 20 Jahre lang als Reservist an, zuletzt als Senior Surgical Specialist im Rang eines Oberstleutnants.
Ab 1956 arbeitete er als Chirurg am Vale of Leven Hospital in Alexandria.
In den 1970er Jahren nahm Cameron Kontakt zu Linus Pauling auf, da beide unabhängig voneinander an den möglichen therapeutischen Wirkungen von Vitamin C forschten. Ihre gemeinsame Forschung führte zur Publikation mehrerer Artikel und Bücher, in denen sie eine unterstützende Wirkung von Ascorbinsäure in der Krebstherapie postulierten. Cameron war zudem Senior Research Professor and medizinischer Direktor des Linus Pauling Institute.

## Forschung zu Vitamin C
Cameron begann 1970 als erster klinische Untersuchungen zur krebstherapeutischen Wirkung von Vitamin C. Unter anderem durch deren Ergebnisse wurde Linus Pauling zu Forschungen zu dem Thema motiviert. In der Folge veröffentlichten Cameron und Linus Pauling zwischen 1976 und 1978 mehrere Studien über den Einsatz von Vitamin C bei Krebspatienten. Die Ergebnisse zeigten aus ihrer Sicht eine verlängerte Überlebenszeit bei Patienten mit fortgeschrittener Krebserkrankung.
Randomisierte kontrollierte Blindstudien unter der Leitung von Charles G. Moertel an der Mayo Clinic bestätigten die Ergebnisse nicht.
Camerons Arbeiten wurden in der evidenzbasierten Medizin verworfen. In der sogenannten orthomolekularen Medizin wurden sie akzeptiert.

## Ehrungen
- 1950: Ernennung zum Fellow des Royal College of Surgeons of Edinburgh[1]
- 1963: Ernennung zum Fellow des Royal College of Physicians and Surgeons of Glasgow[1]
- 1975: Ernennung zum Honorary Consultant in General Surgery (Berater ehrenhalber für Allgemeinchirurgie) der Royal Navy in Schottland[1]
- 1977: Queen Elizabeth II Silver Jubilee Medal[1]

## Schriften (Auswahl)
Monografien
- Hyaluronidase and Cancer. Pergamon Press, Oxford/Frankfurt am Main 1966, OCLC 792950.[8]
- mit Linus Pauling: Cancer and Vitamin C. A Discussion of the Nature, Causes, Prevention, and Treatment of Cancer with Special Reference to the Value of Vitamin C. Linus Pauling Institute of Science and Medicine, Menlo Park 1979, ISBN 0-393-50000-4 (archive.org).

Artikel
- mit Linus Pauling: Supplemental Ascorbate in the Supportive Treatment of Cancer. Prolongation of Survival Times in Terminal Human Cancer. In: Proceedings of the National Academy of Sciences of the United States of America. Band 73, Nr. 10, 1976, S. 3685–3689, doi:10.1073/pnas.73.10.3685.
- mit Linus Pauling: Supplemental Ascorbate in the Supportive Treatment of Cancer. Reevaluation of Prolongation of Survival Times in Terminal Human Cancer. In: Proceedings of the National Academy of Sciences of the United States of America. Band 75, Nr. 9, 1978, S. 4538–4542, doi:10.1073/pnas.75.9.4538.
- mit Linus Pauling, Brian Leibovitz: Ascorbic Acid and Cancer. A Review. In: Cancer Research. Band 39, Nr. 3, 1979, S. 663–681 (aacrjournals.org [PDF; 4,4 MB]).